# 崔恩栄
崔 恩栄（チェ・ウニョン、1984年 - ）は、韓国の女性小説家。京畿道生まれ。高麗大学校国文科卒。

## 経歴
2013年「ショウコの微笑」で『作家世界』新人賞を受賞し、作家活動を始める。その後、第5回および第8回および第11回若い作家賞、第8回許筠文学作家賞、第24回キム・ジュンソン文学賞、第51回韓国日報文学賞を受賞。『明るい夜』で第29回大山文学賞を受賞。
2017年にチョ・ナムジュらと共にフェミニズム小説『ヒョンナムオッパへ』（현남 오빠에게）を発表した。

## 邦訳作品

### 単行本
- 『ショウコの微笑』吉川凪監修、牧野美加ほか訳、クオン、新しい韓国の文学、2018年12月
- 『わたしに無害なひと』古川綾子訳、亜紀書房、となりの国のものがたり、2020年4月
- 『明るい夜』古川綾子訳、亜紀書房、ものがたりはやさし、2023年1月

### アンソロジー
- 「あなたの平和」（『ヒョンナムオッパヘ』所収、斎藤真理子訳、白水社）、
- 「フェミニズムは想像力だ」（『完全版　韓国・フェミニズム・日本』所収、古川綾子訳、河出書房新社）